# José Santos Degollado
José Nemesio Francisco Degollado Sánchez (Guanajuato, 30 de octubre de 1811-Llanos de Salazar, 15 de junio de 1861) más conocido como Santos Degollado, fue un militar y político mexicano que se dedicó además, a la geografía, filosofía, física, gramática, matemáticas, jurisprudencia, historia universal y teología. 
Su nombre original fue José Nemesio Francisco Degollado, pero por la fecha en que se bautizó, adoptó el nombre de Santos. Fue diputado local, ministro de la Suprema Corte de Justicia, gobernador de Michoacán y de Jalisco, Secretario de Gobernación y general en Jefe del Ejército Federal. Uno de los generales incondicionales de Benito Juárez, durante la Guerra de Reforma.
También es conocido por su apodo de Apóstol de las derrotas porque tenía la habilidad de formar nuevos ejércitos después de sus derrotas.

## Inicios
José Santos Degollado nació en la ciudad de Guanajuato el 30 de octubre de 1811, sus padres fueron María Sánchez y Francisco Degollado, quienes por ser partidarios del movimiento insurgente durante la Independencia de México sufrieron la confiscación de sus bienes por el gobierno virreinal español. Al quedar huérfano a la edad de 6 años, se mudó a la Ciudad de México con el presbítero Mariano Garrido, quien fue enviado al pueblo de San Diego Cocupao (hoy Quiroga Michoacán) como teniente de Cura, y el niño fue con él. En Cocupao, Santos Degollado contrajo matrimonio con Ignacia Castañeda Espinoza el 14 de octubre de 1828. Ese mismo año pasó a Morelia, donde fijó su residencia y trabajó en una escribanía y en la haceduría de la Catedral. En 1835 ingresó a la política bajo la tutela de Melchor Ocampo.

## Carrera militar
Se unió a las fuerzas federalistas al lado de Gordiano Guzmán en 1839 para restablecer el federalismo. Era considerado excelente espadachín y jinete. Fue Director de Estudios de Michoacán durante el gobierno de Ocampo (1846-1848). En 1854 se sumó a la Revolución de Ayutla. 
En 1855, al frente de un cuerpo de ejército, derrotó a los santanistas en Puruándiro el 20 de abril, en La Piedad en mayo, en Zapotlán el 20 de julio y en Guadalajara el 22 de agosto. Al triunfo de los liberales fue designado gobernador de Jalisco en 1857. El 27 de marzo de 1858, después de la derrota que sufrió en Salamanca, el presidente Benito Juárez lo nombró Secretario de Guerra y General en Jefe del Ejército Federal; fue derrotado de nuevo por Miguel Miramón en la Batalla de Atenquique al sur de Jalisco.
En octubre logró recuperar Guadalajara, pero el 26 de diciembre perdió la Batalla de San Joaquín, cerca de Colima, y se retiró a Morelia. En marzo de 1859 marchó sobre Ciudad de México para interponerse a los planes de Miguel Miramón, quien pretendía asediar la plaza del puerto de Veracruz, donde residía el Gobierno de Juárez. Pero fue derrotado por el general Leonardo Márquez el 11 de abril en Tacubaya, Santos Degollado logró escapar, pero cincuenta y tres de sus hombres fueron hechos prisioneros y fusilados; se les conoce como los mártires de Tacubaya. Con sorprendente movilidad, reapareció en Colima, formó una tropa, atravesó el país y se reunió con Benito Juárez en Veracruz, donde intervino en la preparación de las Leyes de Reforma. Otra vez en campaña, en septiembre organizó un ejército de seis mil hombres en San Luis Potosí, pero llamado al puerto por el presidente, asumió la cartera de Relaciones y luego volvió a encargarse de la jefatura del ejército.

## Carrera política
El 27 de enero de 1860, Degollado fue designado Secretario de Relaciones Exteriores, en sustitución de Melchor Ocampo, como consecuencia de los ataques políticos que este último sufría por el Tratado de McLane-Ocampo. Degollado duró sólo dos meses en el cargo, pero fueron los más difíciles para el gobierno de Veracruz, debido al sitio del puerto por Miguel Miramón y al amago de desembarco del mercenario Tomás Marín al servicio del bando conservador. Además, recibía grandes presiones de Gran Bretaña para llegar a un arreglo de paz con los conservadores. Degollado se manifestó desesperadamente, a fines de 1860, por una solución negociada de la guerra civil.  
Lanzó una propuesta de paz entre los liberales y los conservadores con la mediación de Inglaterra, similar a la que apenas unos meses antes había rechazado con gran patriotismo. Con ello, Degollado se ganó el repudio de los liberales y del mismo presidente Juárez. Desde entonces comenzó el declive de su carrera política y se sumió en una depresión de la que ya no saldría.

## Muerte
En 1861, al enterarse del asesinato de Melchor Ocampo por unos conservadores, salió a vengar la memoria de su amigo. Fue emboscado en los llanos de Salazar, Monte de las Cruces el 15 de junio de 1861; una bala le dio en la cabeza y sus enemigos lo remataron en el suelo, a punta de sables y finalmente una lanza de equitación, le atravesaría el pecho. Fue enterrado en Huixquilucan. Fue absuelto por el Congreso de la Unión de las acusaciones que se le hacían y declarado "Benemérito de la Patria”. Sus restos se trasladaron a la Rotonda de las Personas Ilustres el 26 de noviembre de 1936.

## Honores
Los Municipios de Tenancingo de Degollado y Huixquilucan de Degollado en el Estado de México, el municipio de Temixco de Degollado en el estado de Morelos. El teatro Degollado de la ciudad de Guadalajara, y el municipio de Degollado en los Altos de Jalisco llevan su nombre como reconocimiento. Existen calles, colonias y monumentos en su memoria, en varias ciudades de México.